# Winfried Scharlau (Journalist)

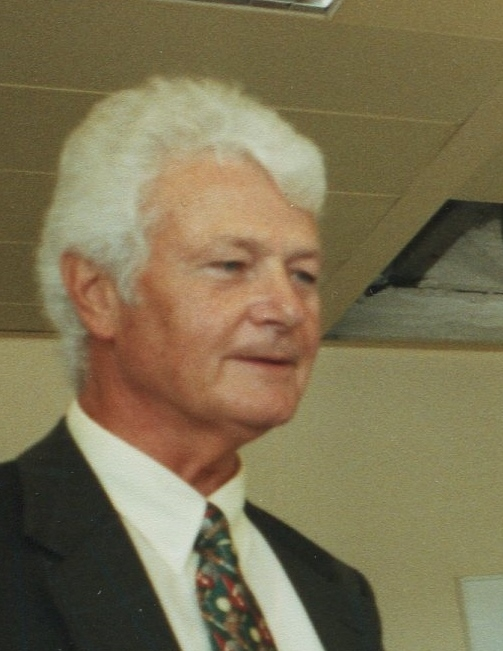
Winfried Scharlau

Winfried Bernhard Scharlau (* 12. Juni 1934 in Duisburg; † 7. Dezember 2004 in Hamburg) war ein deutscher Journalist, Autor und Historiker. Er war Kriegsberichterstatter während des Vietnamkrieges, ARD-Korrespondent und bis 2000 Moderator der Fernsehsendung Weltspiegel.

## Leben

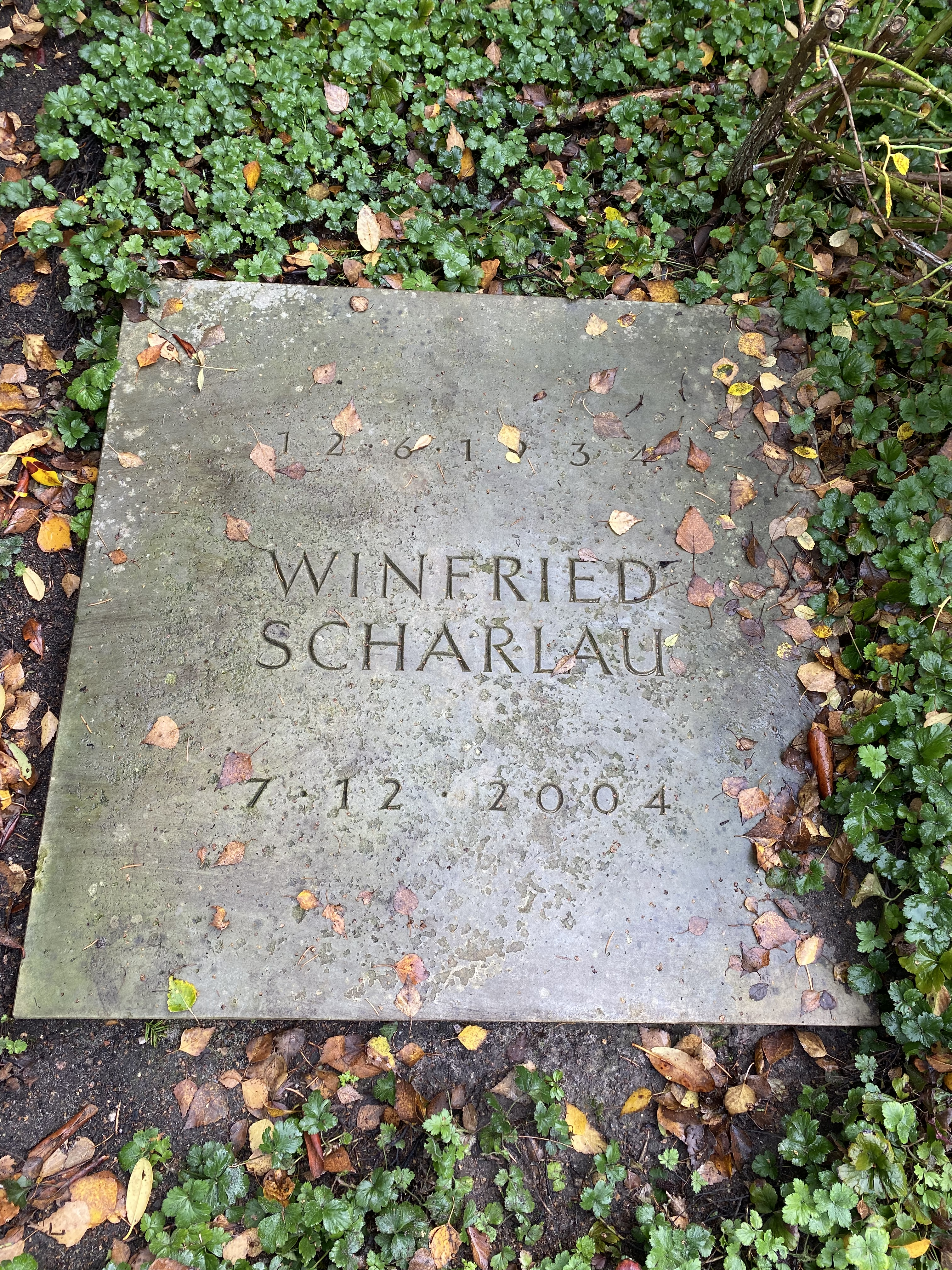
Grabstätte

Scharlau studierte Geschichte, Philosophie und Öffentliches Recht an der Westfälischen Wilhelms-Universität in Münster, an der Universität Innsbruck und der University of Oxford. In Münster wurde er Mitglied der Katholischen Studentenverbindung Germania und in Innsbruck der Rhenania, beide im KV. Scharlau wurde 1960 bei Werner Hahlweg mit der Dissertation Parvus-Helphand als Theoretiker in der deutschen Sozialdemokratie und seine Rolle in der ersten russischen Revolution (1867–1910) zum Dr. phil. promoviert.
Seit 1964 war Scharlau Redakteur und Fernseh-Korrespondent für den NDR, in den Jahren 1967/68 war er Kriegsreporter für die ARD überwiegend in Südostasien, insbesondere in Südvietnam, Hongkong und Singapur. Bekannt wurde Scharlau mit seinen Berichten aus dem Vietnamkrieg. 1975 verließ er als einer der letzten westlichen Journalisten die umkämpfte südvietnamesische Hauptstadt Saigon per Hubschrauber. 
In den folgenden Jahren hat Scharlau kritische Berichte über den Machtwechsel auf den Philippinen im Fernsehen veröffentlicht. Von 1978 bis 1981 war Scharlau Chefredakteur beim NDR in Hamburg. 1991 wurde er ARD-Korrespondent und Studioleiter in Washington und arbeitete dort ein Jahr lang mit Wolf von Lojewski zusammen. Anschließend war er von 1993 bis 1998 beim NDR Direktor des Landesfunkhauses Hamburg. Einem breiten Publikum wurde er allerdings erst als Moderator der Sendung Weltspiegel bekannt, welche er 16 Jahre lang bis zum Jahr 2000 moderierte.
70-jährig verstarb Winfried Scharlau in Hamburg und wurde auf dem dortigen Nienstedtener Friedhof beigesetzt.

## Veröffentlichungen
- mit Zbyněk Zeman: Freibeuter der Revolution. Parvus Helphand. Eine politische Biographie. Verlag Wissenschaft und Politik, Köln 1964.
- Vier Drachen am Mekong. Asien im Umbruch. DVA, Stuttgart 1989, ISBN 3-421-06514-4.
- Gützlaffs Bericht über drei Reisen in den Seeprovinzen Chinas, 1831–1833 (= abera network, Asia-Pacific edition 1). Abera Verlag Meyer, Hamburg 1997. ISBN 3-931567-13-3. (biographisches Essay und Vorwort)
- Der General und der Kaiser. Die amerikanische Besatzung Japans, 1945–1952. Hauschild, Bremen 2003. ISBN 3-89757-197-8.